# Marrellida
Marrellida é uma ordem de artrópodes do Cambriano e Ordoviciano. Essa ordem engloba apenas a família Marrellidae que por sua vez engloba apenas o famoso gênero Marrella. Essa ordem foi proposta pelo paleontólogo Raymond em 1935.